# The Spirit of '43
Pour plus de détails, voir Fiche technique et Distribution.
The Spirit of '43 est un court métrage d'animation de propagande  américain de la série des Donald Duck, sorti le 7 janvier 1943 et réalisé par les studios Disney.

## Synopsis
Donald Duck vient de recevoir sa paie et est tiraillé entre deux facettes de sa personnalité : le « zazou » qui le pousse à dépenser son argent en futilités et « l'économe », représenté par un Écossais qui l'incite à payer ses impôts afin de soutenir l'effort de guerre. 
Dans une seconde partie , un film d'animation démontre à quoi va servir l'argent que le peuple américain a donné au moyen de l'effort de guerre  pour pouvoir anéantir et détruire l'ennemi allemand et japonais.

## Fiche technique
- Titre original : The Spirit of '43
- Scénario : Carl Barks
- Réalisateur : Jack King
- Animateur : Ward Kimball
- Voix : Clarence Nash (Donald)
- Producteur : Walt Disney
- Distributeur : RKO Radio Pictures, War Activities Committee of the Motion Pictures Industry
- Date de sortie : 7 janvier 1943[1]
- Format d'image : Couleur (Technicolor)
- Son : Mono (RCA Sound System)
- Durée : 5 minutes 42
- Langue : (en)
- Pays :  États-Unis

## Commentaires
Dans ce film, Donald Duck est à nouveau confronté à la guerre, les États-Unis étant à l'époque engagés dans la Seconde Guerre mondiale. Le film reprend le principe de The New Spirit, réalisé l'année précédente.
Le personnage de l'Écossais préfigure celui de Balthazar Picsou que Carl Barks, scénariste de ce court métrage, introduira en 1947 dans la bande dessinée Noël sur le mont Ours.
Donald Duck et Peter Pig vont durant le film dans un club nommé Idle Hour Club dont le nom apparaît déjà dans Une petite poule avisée (1934).